# Liste des membres de l'Académie des sciences morales et politiques
Liste des membres de l'Académie des sciences morales et politiques de l'Institut de France.
| I : Philosophie |
| II : Morale et sociologie |
| III : Législation, droit public et jurisprudence                                                                                   |
| IV : Économie politique, statistique et finances                                                                                   |
| V : Histoire et géographie |
| VI : Section générale |
| Associés étrangers |
| Notes La mention « s.p. » désigne les secrétaires perpétuels. Les membres correspondants ne figurent pas dans cette liste. Sources |

## Section I: Philosophie
| Fauteuils impairs | Fauteuils pairs |
| --- | --- |
| 1. 1832 : Antoine Destutt de Tracy (1754-1836) 2. 1836 : Jean Philibert Damiron (1794-1862) 3. 1863 : Émile Saisset (1814-1863) 4. 1865 : Charles Lévêque (1818-1900) 5. 1900 : Gabriel de Tarde (1843-1904) 6. 1905 : Alfred Espinas (1844-1922) 7. 1922 : André Lalande (1867-1963) 8. 1960 : Pierre Mesnard (1900-1969) 9. 1970 : Pierre-Maxime Schuhl (1902-1984) 10. 1986 : Roger Arnaldez (1911-2006) 11. 2007 : Chantal Delsol (1947) | 1. 1832 : Joseph-Marie de Gérando (1772-1842) 2. 1844 : Louis Francisque Lélut (1804-1877) 3. 1877 : Louis Peisse (1803-1880) 4. 1881 : Félix Ravaisson-Mollien (1813-1900) 5. 1901 : Henri Bergson (1859-1941) 6. 1944 : Émile Bréhier (1876-1952) 7. 1952 : Gabriel Marcel (1889-1973) 8. 1975 : Ferdinand Alquié (1906-1985) 9. 1987 : Jean Guitton (1901-1999) 10. 1999 : Alain Besançon (1932-2023) Transféré depuis la section II. 11. 2024 : Carole Talon-Hugon (1959- )                                                                            |
| 1. 1832 : Victor Cousin (1792-1867) 2. 1868 : Étienne Vacherot (1809-1897) 3. 1897 : Léon Ollé-Laprune (1839-1898) 4. 1898 : Émile Boutroux (1845-1921) 5. 1922 : Raymond Thamin (1857-1933) 6. 1933 : Georges Dumas (1866-1946) 7. 1947 : Louis Lavelle (1883-1951) 8. 1952 : Georges Davy (1883-1976) 9. 1977 : Olivier Lacombe (1904-2002) 10. 1999 : Bernard Bourgeois (1929-2024) 11. 2024 : Vacant                                     | 1. 1832 : Pierre Laromiguière (1756-1837) 2. 1837 : Théodore Jouffroy (1796-1842) 3. 1842 : Charles de Rémusat (1797-1875) 4. 1875 : Francisque Bouillier (1813-1899) 5. 1900 : Victor Brochard (1858-1907) 6. 1908 : François Evellin (1835-1910) 7. 1911 : Victor Delbos (1862-1916) 8. 1917 : Lucien Lévy-Bruhl (1857-1939) 9. 1939 : Albert Rivaud (1876-1956) 10. 1957 : Martial Gueroult (1891-1976) 11. 1977 : Jean Stoetzel (1910-1987) 12. 1990 : Raymond Boudon (1934-2013) 13. 1999 : Lucien Israël (1926-2017) 14. 2018 : Olivier Houdé (1963) |
| 1. 1832 : William Frederic Edwards (1777-1842) 2. 1844 : Adolphe Franck (1809-1893) 3. 1893 : Alfred Fouillée (1838-1912) 4. 1913 : Pierre Janet (1859-1947) 5. 1948 : René Le Senne (1882-1954) 6. 1955 : Gaston Berger (1896-1960) 7. 1961 : Henri Gouhier (1898-1994) 8. 1996 : Bernard d'Espagnat (1921-2015) 9. 2016 : Daniel Andler (1946)                                                                                             | 1. 1832 : François Broussais (1772-1838) 2. 1839 : Jules Barthélemy-Saint-Hilaire (1805-1895) 3. 1896 : Jules Lachelier (1832-1918) 4. 1919 : Léon Brunschvicg (1869-1944) 5. 1945 : Dominique Parodi (1870-1955) 6. 1956 : René Poirier (1900-1995) 7. 1997 : Jean Mesnard (1921-2016) 8. 2017 : Claudine Tiercelin (1952) |
| 1. 1866 : Paul Janet (1823-1899) 2. 1900 : Charles Renouvier (1815-1903) 3. 1903 : Louis Liard (1846-1917) 4. 1919 : Édouard Le Roy (1870-1954) 5. 1955 : Gaston Bachelard (1884-1962) 6. 1963 : Raymond Aron (1905-1983) 7. 1985 : Raymond Leopold Bruckberger (1907-1998) 8. 1999 : Jean-Marie Zemb (1928-2007) 9. 2009 : Rémi Brague (1947)                                                                                               | 1. 1866 : Victor de Broglie (1785-1870) 2. 1870 : Jean-Félix Nourrisson (1825-1899) 3. 1899 : Théodule Ribot (1839-1916) 4. 1918 : Antonin-Dalmace Sertillanges (1863-1948) 5. 1949 : Maurice Pradines (1874-1958) 6. 1958 : Étienne Souriau (1892-1979) 7. 1980 : Raymond Polin (1910-2001) 8. 2002 : Bertrand Saint-Sernin (1931-2024) 9. 2024 : Vacant |

## Section II: Morale et sociologie
| Fauteuils impairs | Fauteuils pairs |
| --- | --- |
| 1. 1832 : Bon-Joseph Dacier (1742-1833) 2. 1833 : Théodore Jouffroy (1796-1842) 3. 1838 : Alexis de Tocqueville (1805-1859) 4. 1860 : Adolphe Garnier (1801-1864) 5. 1865 : Augustin Cochin (1823-1872) 6. 1872 : Constant Martha (1820-1895) 7. 1895 : Émile Gebhart (1839-1908) 8. 1908 : Charles Benoist (1861-1936) 9. 1937 : Maurice Reclus (1883-1972) 10. 1973 : Jean Cazeneuve (1915-2005) 11. 2007 : Mireille Delmas-Marty (1941-2022) 12. 2023 : Pierre-Michel Menger (1953)                                   | 1. 1832 : Dominique Joseph Garat (1759-1833) 2. 1834 : Joseph Lakanal (1762-1845) 3. 1845 : Alban de Villeneuve-Bargemont (1784-1850) 4. 1850 : Louis Reybaud (1799-1879) 5. 1880 : Ernest Havet (1813-1899) 6. 1890 : Agénor Bardoux (1829-1897) 7. 1895 : Émile Boutmy (1835-1906) 8. 1906 : Anatole Leroy-Beaulieu (1842-1912) 9. 1913 : Alfred Rébelliau (1858-1934) 10. 1935 : Armand Albert-Petit (1860-1944) 11. 1944 : Georges Duhamel (1884-1966) 12. 1967 : Jacob Kaplan (1895-1994) 13. 1996 : Alain Besançon (1932-2023) Transféré à la section I en 1999. 14. 1999 : Jean Baechler (1937-2022) 15. 2024 : Olivier Grenouilleau (1962) |
| 1. 1832 : Jean-Girard Lacuée (1752-1841) 2. 1841 : Gustave de Beaumont (1802-1866) 3. 1866 : Ernest Bersot (1816-1880) 4. 1880 : Émile Beaussire (1824-1889) 5. 1890 : Edmond de Pressensé (1824-1891) 6. 1891 : Théophile Roussel (1816-1903) 7. 1903 : Alexandre Ribot (1842-1923) 8. 1925 : Jacques Bardoux (1874-1959) 9. 1960 : Roger Langeron (1882-1966) 10. 1966 : Robert Garric (1896-1967) 11. 1968 : Jean Fourastié (1907-1990) 12. 1991 : Jean Cluzel (1923-2020) s.p. 1998-2005 13. 2022 : Luc Ravel (1957) | 1. 1832 : Pierre-Louis Roederer (1754-1835) 2. 1836 : Charles Lucas (1803-1889) 3. 1890 : René Bérenger (1830-1915) 4. 1918 : Paul Deschanel (1855-1922) 5. 1922 : Auguste Gauvain (1861-1931) 6. 1932 : André Siegfried (1875-1959) 7. 1959 : Jean Pommier (1893-1973) 8. 1974 : Pierre-Georges Castex (1915-1995) 9. 1997 : Gérald Antoine (1915-2014) 10. 2015 : Pierre Brunel (1939) |
| 1. 1832 : Charles Dunoyer (1786-1862) 2. 1863 : Jules Simon (1814-1896) s.p. 1882-1896 3. 1896 : Louis Liard (1846-1917) 4. 1903 : Henri Joly (1839-1925) 5. 1926 : Fortunat Strowski (1866-1952) 6. 1953 : Maurice Levaillant (1884-1961) 7. 1964 : Pierre Clarac (1894-1986) s.p. 1970-1978 8. 1988 : René Pomeau (1917-2000) 9. 2001 : Marianne Bastid-Bruguière (1940) | 1. 1832 : Joseph Droz (1773-1850) 2. 1850 : Louis René Villermé (1782-1863) 3. 1864 : Paul Janet (1823-1899) 4. 1866 : Louis Marie de Lahaye Cormenin (1788-1868) 5. 1869 : Elme-Marie Caro (1826-1874) 6. 1888 : Charles Waddington (1819-1914) 7. 1914 : Ernest Seillière (1866-1955) s.p. 1935-1951 8. 1955 : Jean Sarrailh (1891-1964) 9. 1965 : Jean-Robert Debray (1906-1980) 10. 1982 : Jérôme Lejeune (1926-1994) 11. 1996 : Lucien Israël (1926-2017) 12. 1999 : Raymond Boudon (1934-2013) 13. 2015 : Jean-François Mattei (1943) |
| 1. 1866 : Armand Husson (1803-1874) 2. 1875 : Octave Gréard (1828-1904) 3. 1904 : Paul-Gabriel d'Haussonville (1843-1924) 4. 1925 : Henri Chardon (1861-1939) 5. 1940 : Marcel Bouteron (1877-1962) 6. 1964 : Louis Martin-Chauffier (1894-1980) 7. 1982 : Jean Imbert (1919-1999) 8. 2001 : Bruno Neveu (1936-2004) 9. 2006 : Xavier Darcos (1947) | 1. 1866 : Henri Baudrillart (1821-1892) 2. 1892 : Adolphe Guillot (1836-1906) 3. 1907 : Gabriel Compayré (1843-1913) 4. 1913 : Jean Bourdeau (1848-1928) 5. 1929 : Paul Gaultier (1872-1960) 6. 1960 : Louis Armand (1905-1971) 7. 1972 : Roger Millot (1909-1973) 8. 1975 : François Lhermitte (1921-1998) 9. 1999 : Michel Crozier (1922-2013) 10. 2014 : Haïm Korsia (1963) |

## Section III: Législation, droit public et jurisprudence
| Fauteuils impairs | Fauteuils pairs |
| --- | --- |
| 1. 1832 : Pierre Daunou (1761-1840) 2. 1840 : Raymond-Théodore Troplong (1795-1869) 3. 1869 : Claude Denis Auguste Valette (1805-1878) 4. 1878 : Rodolphe Dareste (1824-1911) 5. 1912 : Jacques Flach (1846-1919) 6. 1920 : Paul André (1858-1936) 7. 1937 : Georges Ripert (1880-1958) 8. 1959 : Marcel Rousselet (1893-1982) 9. 1983 : Alain Plantey (1924-2013) 10. 2014 : Yves Gaudemet (1946)                               | 1. 1832 : Philippe-Antoine Merlin de Douai (1754-1838) 2. 1839 : Joseph Marie Portalis (1778-1858) 3. 1859 : Firmin Laferrière (1798-1861) 4. 1861 : Augustin-Charles Renouard (1794-1878) 5. 1879 : Léobon Larombière (1813-1893) 6. 1893 : Alexandre Bétolaud (1823-1915) 7. 1918 : Georges Teissier (1862-1935) 8. 1935 : Paul Tirard (1879-1945) 9. 1947 : René Cassin (1887-1976) 10. 1977 : Henri Batiffol (1905-1989) 11. 1990 : Roland Drago (1923-2009) 12. 2010 : Bruno Cotte (1945) |
| 1. 1832 : André Dupin (1783-1865) 2. 1859 : Claude Alphonse Delangle (1797-1869) 3. 1870 : Odilon Barrot (1791-1873) 4. 1874 : Gabriel Massé (1807-1881) 5. 1882 : Arthur Desjardins (1835-1901) 6. 1901 : Louis Renault (1843-1918) 7. 1919 : Henry Berthélemy (1857-1943) 8. 1946 : Léon Julliot de La Morandière (1885-1968) 9. 1970 : Marc Ancel (1902-1990) 10. 1991 : Jacques Boré (1927-2019) 11. 2021 : Serge Sur (1944) | 1. 1832 : Hugues-Bernard Maret (1763-1839) 2. 1840 : Jacques Berriat-Saint-Prix (1769-1845) 3. 1845 : Alexandre-François Vivien (1799-1854) 4. 1855 : Faustin Hélie (1797-1884) 5. 1885 : Anselme Batbie (1828-1887) 6. 1888 : Charles Franquet de Franqueville (1840-1922) 7. 1921 : Charles Dupuis (1863-1938) 8. 1939 : Jean Labbé (1872-1946) 9. 1947 : Marcel Plaisant (1887-1958) 10. 1959 : René Coty (1882-1962) 11. 1964 : Jean-Jacques Chevallier (1900-1983) 12. 1985 : Pierre Raynaud (1910-1991) 13. 1992 : René-Jean Dupuy (1918-1997) 14. 1999 : Prosper Weil (1926-2018) 15. 2019 : Bernard Stirn (1952) |
| 1. 1832 : Bérenger de la Drôme (1785-1866) 2. 1866 : Eugène Cauchy (1802-1877) 3. 1877 : Léon Aucoc (1828-1910) 4. 1911 : Maurice Sabatier (1841-1915) 5. 1918 : Alexandre Millerand (1859-1943) 6. 1944 : Jules Basdevant (1877-1968) 7. 1969 : Henri Mazeaud (1900-1993) 8. 1994 : André Damien (1930-2019) 9. 2020 : Louis Vogel (1954)                                                                                       | 1. 1832 : Joseph Jérôme Siméon (1749-1842) 2. 1842 : Charles Giraud (1802-1881) 3. 1882 : Ernest Désiré Glasson (1839-1907) 4. 1907 : Charles Morizot-Thibault (1855-1926) 5. 1927 : Joseph Barthélemy (1874-1945) 6. 1947 : Joseph Hamel (1889-1962) 7. 1963 : Paul Arrighi (1895-1975) 8. 1977 : Albert Brunois (1911-1995) 9. 1996 : Jean-Marc Varaut (1933-2005) 10. 2007 : Gilbert Guillaume (1930) |
| 1. 1866 : Félix Esquirou de Parieu (1815-1893) 2. 1893 : Charles Lyon-Caen (1843-1935) s.p. 1918-1935 3. 1936 : François Albert-Buisson (1881-1960) s.p. 1951-1956 4. 1962 : Gabriel Le Bras (1891-1970) 5. 1971 : Suzanne Bastid (1906-1995) 6. 1995 : François Terré (1930-2024) 7. 2024 : Vacant | 1. 1866 : Pierre Sylvain Dumon (1797-1870) 2. 1870 : Paul Pont (1808-1888) 3. 1888 : Edmond Colmet de Santerre (1821-1903) 4. 1904 : Adhémar Esmein (1848-1913) 5. 1914 : André Weiss (1858-1928) 6. 1929 : Henri Capitant (1865-1937) 7. 1938 : Georges Pichat (1867-1950) 8. 1951 : Gabriel Puaux (1883-1970) 9. 1970 : Marcel Waline (1900-1982) 10. 1984 : Jean Foyer (1921-2008) 11. 2009 : Pierre Delvolvé (1940) |

## Section IV: Économie politique, statistique et finances
| Fauteuils impairs | Fauteuils pairs |
| --- | --- |
| 1. 1832 : Emmanuel-Joseph Sieyès (1748-1836) 2. 1836 : Pellegrino Rossi (1787-1848) 3. 1849 : Léon Faucher (1803-1854) 4. 1855 : Léonce Guilhaud de Lavergne (1809-1880) 5. 1880 : Maurice Block (1816-1901) 6. 1901 : Émile Cheysson (1836-1910) 7. 1910 : Clément Colson (1853-1939) 8. 1940 : Émile Mireaux (1885-1969) s.p. 1956-1969 9. 1971 : Henri Guitton (1904-1992) 10. 1994 : Michel Albert (1930-2015) s.p. 2005-2010 11. 2016 : Denis Kessler (1952-2023) 12. 2024 : Bernard Arnault | 1. 1832 : Charles-Maurice de Talleyrand-Périgord (1754-1838) 2. 1838 : Hippolyte Passy (1793-1880) 3. 1881 : Victor Bonnet (1814-1885) 4. 1886 : Athanase Cucheval-Clarigny (1821-1895) 5. 1896 : Alfred de Foville (1842-1913) s.p. 1909-1913 6. 1913 : Raphaël-Georges Lévy (1853-1933) 7. 1934 : Louis Marlio (1878-1952) 8. 1953 : Alfred Pose (1899-1969) 9. 1970 : André Piettre (1906-1994) 10. 1995 : Pierre Tabatoni (1923-2006) 11. 2007 : Michel Pébereau (1942)                                                       |
| 1. 1832 : Alexandre de Laborde (1773-1842) 2. 1842 : Tanneguy Duchâtel (1803-1867) 3. 1868 : Émile Levasseur (1828-1911) 4. 1912 : André Liesse (1854-1944) 5. 1946 : Olivier Moreau-Néret (1892-1983) 6. 1984 : Pierre La Lande de Calan (1911-1993) 7. 1994 : Pierre Bauchet (1924-2015) 8. 2017 : Pierre-André Chiappori (1955) | 1. 1832 : Charles Dupin (1784-1873) 2. 1873 : Joseph Garnier (1813-1881) 3. 1882 : Jean-Gustave Courcelle-Seneuil (1813-1892) 4. 1892 : Clément Juglar (1819-1905) 5. 1905 : Paul Beauregard (1853-1919) 6. 1919 : Auguste Deschamps (1863-1935) 7. 1936 : Edgard Allix (1874-1938) 8. 1939 : Édouard Payen (1869-1960) 9. 1960 : Edmond Giscard d'Estaing (1894-1982) 10. 1984 : Robert Marjolin (1911-1986) 11. 1988 : Gaston Défossé (1908-2001) 12. 2001 : Bertrand Collomb (1942-2019) 13. 2023 : Dominique Senequier (1953) |
| 1. 1832 : Louis René Villermé (1782-1863) 2. 1851 : Michel Chevalier (1806-1879) 3. 1881 : Léon Say (1826-1896) 4. 1896 : René Stourm (1837-1917) s.p. 1913-1917 5. 1919 : Gustave Schelle (1845-1927) 6. 1928 : Charles Rist (1874-1955) 7. 1958 : Claude-Joseph Gignoux (1890-1966) 8. 1967 : Gaston Leduc (1904-1979) 9. 1980 : Jean Marchal (1905-1995) 10. 1996 : Jean-Claude Casanova (1934)                                                                                                | 1. 1832 : Charles Comte (1782-1837) s.p. 1833-1837 2. 1838 : Adolphe Blanqui (1798-1854) 3. 1855 : Louis Wolowski (1810-1876) 4. 1877 : Frédéric Passy (1822-1912) 5. 1912 : Auguste Arnauné (1855-1927) 6. 1927 : Louis Germain-Martin (1872-1948) 7. 1949 : Bertrand Nogaro (1880-1950) 8. 1951 : Louis Baudin (1887-1964) 9. 1966 : Émile James (1899-1992) 10. 1992 : Marcel Boiteux (1922-2023) 11. . 2023 Vacant |
| 1. 1866 : Charles d'Audiffret (1787-1878) 2. 1878 : Paul Leroy-Beaulieu (1843-1916) 3. 1919 : Auguste Souchon (1866-1929) 4. 1922 : Henri Truchy (1864-1950) 5. 1951 : René Roy (1894-1977) 6. 1977 : Pierre Massé (1898-1987) 7. 1989 : Yvon Gattaz (1925-2024) 8. . 2024 vacant | 1. 1866 : Adolphe Vuitry (1813-1885) 2. 1886 : Henri Germain (1824-1905) 3. 1905 : Eugène d'Eichthal (1854-1936) 4. 1936 : Albert Aupetit (1876-1943) 5. 1944 : Jacques Rueff (1896-1978) 6. 1979 : Guillaume Guindey (1909-1989) 7. 1990 : Maurice Allais (1911-2010) 8. 2011 : Jean Tirole (1953) |

## Section V: Histoire et géographie
| Fauteuils impairs | Fauteuils pairs |
| --- | --- |
| 1. 1832 : Emmanuel de Pastoret (1755-1840) 2. 1840 : Adolphe Thiers (1797-1877) 3. 1878 : Georges Picot (1838-1909) s.p. 1896-1909 4. 1911 : Georges Lacour-Gayet (1856-1935) 5. 1936 : Firmin Roz (1866-1957) 6. 1958 : Raoul Blanchard (1877-1965) 7. 1966 : Jean Leflon (1893-1979) 8. 1981 : Raymond Tournoux (1914-1984) 9. 1987 : Alain Peyrefitte (1925-1999) 10. 2001 : Raymond Barre (1924-2007) 11. 2008 : Georges-Henri Soutou (1943)                                                             | 1. 1832 : Charles-Frédéric Reinhard (1761-1837) 2. 1838 : Jules Michelet (1798-1874) 3. 1874 : Jules Zeller (1819-1900) 4. 1900 : Arthur Chuquet (1853-1925) 5. 1926 : Marcel Marion (1857-1940) 6. 1944 : Émile Dard (1871-1947) 7. 1947 : Marcel Dunan (1885-1978) 8. 1980 : Pierre George (1909-2006) 9. 2008 : Jean-Robert Pitte (1949)s.p 2017-2022 |
| 1. 1832 : Joseph Naudet (1786-1878) 2. 1879 : Victor Duruy (1811-1894) 3. 1895 : Albert de Broglie (1821-1901) 4. 1901 : Gustave Fagniez (1842-1927) 5. 1928 : Frantz Funck-Brentano (1862-1948) 6. 1947 : Jacques Chastenet (1893-1978) 7. 1978 : Henri Amouroux (1920-2007) 8. 2008 : François d'Orcival (1942) | 1. 1832 : Louis Pierre Édouard Bignon (1771-1841) 2. 1841 : Amédée Thierry (1797-1873) 3. 1874 : Auguste Geffroy (1820-1895) 4. 1895 : Achille Luchaire (1846-1908) 5. 1909 : Pierre Imbart de La Tour (1860-1925) 6. 1927 : Jean Brunhes (1869-1930) 7. 1931 : Sébastien Charléty (1857-1945) 8. 1946 : Pierre Renouvin (1893-1974) 9. 1975 : Maurice Le Lannou (1906-1992) 10. 1993 : Emmanuel Le Roy Ladurie (1929-2023) 11. 2025 : Emmanuel de Waresquiel (1957) |
| 1. 1832 : François Guizot (1787-1874) 2. 1875 : Fustel de Coulanges (1830-1889) 3. 1889 : Albert Sorel (1842-1906) 4. 1906 : Paul Vidal de la Blache (1845-1918) 5. 1920 : Émile Bourgeois (1857-1934) 6. 1935 : Georges Pagès (1867-1939) 7. 1940 : Pierre Champion (1880-1942) 8. 1946 : Camille Bloch (1865-1949) 9. 1949 : Lucien Febvre (1878-1956) 10. 1957 : Maurice Baumont (1892-1981) 11. 1982 : Pierre Chaunu (1923-2009) 12. 2011 : Philippe Levillain (1940-2021) 13. 2023 : Lucien Bély (1955) | 1. 1832 : François-Auguste Mignet (1796-1884) s.p. 1837-1882 2. 1884 : Auguste Himly (1823-1906) 3. 1907 : Henri Welschinger (1846-1919) 4. 1920 : Christian Pfister (1857-1933) 5. 1933 : Édouard Jordan (1866-1946) 6. 1946 : Paul Bastid (1892-1974) 7. 1975 : Jean Laloy (1912-1994) 8. 1996 : Claude Dulong (1922-2017) 9. 2018 : Eric Roussel (1951) |
| 1. 1866 : Pierre Clément (1809-1870) 2. 1871 : Henri Martin (1810-1883) 3. 1884 : Adolphe Chéruel (1809-1891) 4. 1891 : Félix Rocquain (1833-1925) 5. 1926 : Paul Matter (1865-1938) 6. 1938 : Augustin Bernard (1865-1947) 7. 1949 : Daniel Halévy (1872-1962) 8. 1975 : Jean-Baptiste Duroselle (1917-1994) 9. 1996 : Jacques Dupâquier (1922-2010) 10. 2012 : Alain Duhamel (1940) | 1. 1866 : Mortimer Ternaux (1808-1871) 2. 1872 : Eugène Rosseeuw Saint-Hilaire (1805-1889) 3. 1889 : Duc d’Aumale (1822-1897) 4. 1897 : Alfred Rambaud (1842-1905) 5. 1906 : Paul Guiraud (1850-1907) 6. 1907 : Pierre de La Gorce (1846-1934) 7. 1934 : François Charles-Roux (1879-1961) 8. 1962 : Adrien Dansette (1901-1976) 9. 1977 : Roland Mousnier (1907-1993) 10. 1994 : Jean Tulard (1933)                                                                 |

## Section VI: Section générale
| Fauteuils impairs | Fauteuils pairs |
| --- | --- |
| 1. 1833 : Laurent Feuillet (1768-1843) 2. 1844 : Antoine Maurice Apollinaire d'Argout (1782-1858) 3. 1858 : Charles Auguste Pellat (1793-1871) 4. 1872 : Marc Antoine Calmon (1815-1890) 5. 1891 : Paul Cambon (1843-1924) 6. 1925 : Eugène Julien (1856-1930) 7. 1930 : Georges Risler (1853-1941) 8. 1946 : Marc Boegner (1881-1970) 9. 1972 : Oscar Cullmann (1902-1999) 10. 1999 : Jacques Leprette (1920-2004) 11. 2004 : Renaud Denoix de Saint Marc (1938) | 1. 1833 : Victor de Broglie (1785-1870) 2. 1867 : Auguste Casimir-Perier (1811-1876) 3. 1876 : Édouard Charton (1807-1890) 4. 1890 : Paul de Rémusat (1831-1897) 5. 1897 : Gabriel Monod (1844-1912) 6. 1912 : Albert Delatour (1858-1938) 7. 1938 : Edmond de Lillers (1881-1941) 8. 1946 : Jacques Lacour-Gayet (1883-1953) 9. 1954 : Maxime Leroy (1873-1957) 10. 1958 : Édouard Bonnefous (1907-2007) 11. 2009 : André Vacheron (1933) |
| 1. 1833 : Joseph-François-Claude Carnot (1752-1835) 2. 1836 : Félix de Beaujour (1765-1836) 3. 1837 : Joseph Marie Portalis (1778-1858) 4. 1839 : Joseph-Michel Dutens (1765-1848) 5. 1849 : Alexandre Moreau de Jonnès (1776-1870) 6. 1870 : Charles-Henri Vergé (1810-1890) 7. 1890 : Henri Doniol (1818-1906) 8. 1907 : Félix Voisin (1832-1915) 9. 1919 : Fernand Laudet (1860-1933) 10. 1934 : Gaston Doumergue (1863-1937) 11. 1937 : Étienne Bandy de Nalèche (1865-1947) 12. 1949 : Daniel Serruys (1875-1950) 13. 1951 : Charles Malégarie (1896-1963) 14. 1965 : Wilfrid Baumgartner (1902-1978) 15. 1979 : Raymond Triboulet (1906-2006) 16. 2007 : Jean-David Levitte (1946) | 1. 1833 : Louis-François Benoiston de Châteauneuf (1776-1856) 2. 1856 : Jean-Jacques Baude (1792-1862) 3. 1860 : Napoléon Daru (1802-1873) 4. 1890 : Louis Buffet (1818-1898) 5. 1899 : Alphonse Chodron de Courcel (1835-1919) 6. 1920 : Henry Hébrard de Villeneuve (1848 -1924) 7. 1925 : Emmanuel Rodocanachi (1859-1934) 8. 1935 : Jean Lépine (1876-1967) 9. 1969 : Pierre-Olivier Lapie (1901-1994) 10. 1995 : Bernard Destremau (1917-2002) 11. 2003 : Christian Poncelet (1928-2020) 12. 2023 : Henri Bentégeat (1946)                                                                              |
| 1. 1833 : Hyacinthe Blondeau (1784-1854) 2. 1855 : Odilon Barrot (1791-1873) 3. 1870 : Paul-François Dubois (1793-1874) 4. 1874 : Léon Say (1826-1896) 5. 1890 : Émile Boutmy (1835-1906) 6. 1898 : Eugène Rostand (1834-1915) 7. 1918 : Charles Jonnart (1857-1927) 8. 1928 : Frédéric François-Marsal (1874-1958) 9. 1947 : André Honnorat (1868-1950) 10. 1951 : Pierre Kœnig (1898-1970) 11. 1971 : Louis-Gabriel Robinet (1909-1975) 12. 1976 : Bernard Chenot (1909-1995) s.p. 1978-1995 13. 1995 : Alice Saunier-Seité (1925-2003) 14. 2005 : Pierre Mazeaud (1929) | 1. 1857 : Horace Émile Say (1794-1860) 2. 1861 : Edmond Drouyn de Lhuys (1805-1881) 3. 1881 : Lazare Hippolyte Carnot (1801-1888) 4. 1888 : Antonin Lefèvre-Pontalis (1830-1903) 5. 1903 : Léon Lefébure (1838-1911) 6. 1912 : Louis Lépine (1846-1933) 7. 1934 : Eugène Schneider (1868-1942) 8. 1946 : Raoul Dautry (1880-1951) 9. 1952 : Henri de Peyerimhoff de Fontenelle (1871-1953) 10. 1954 : Émile Girardeau (1882-1970) 11. 1972 : André Grandpierre (1894-1972) 12. 1974 : Fernand Gambiez (1903-1989) 13. 1990 : François Puaux (1916-1996) 14. 1997 : Gabriel de Broglie (1931-2025) 15. Vacant |
| 1. 1887 : Xavier Charmes (1849-1919) 2. 1919 : Léon Bourgeois (1851-1925) 3. 1926 : Camille Barrère (1851-1940) 4. 1944 : Léon Noël (1888-1987) 5. 1988 : Pierre Messmer (1916-2007) s.p. 1995-1998 6. 2010 : Jean-Claude Trichet (1942) | 1. 1887 : François-Tommy Perrens (1822-1901) 2. 1901 : Albert Babeau (1835-1914) 3. 1919 : Philippe Pétain (1856-1951) 4. 1951 : Albert Schweitzer (1875-1965) 5. 1967 : Yves Chataigneau (1891-1969) 6. 1970 : Alexandre Parodi (1901-1979) 7. 1980 : Louis Joxe (1901-1991) 8. 1992 : Thierry de Montbrial (1943) |
| 1. 1887 : Anatole Leroy-Beaulieu (1842-1912) 2. 1906 : Edmond Villey (1848-1924) 3. 1925 : Jean-Jules Jusserand (1855-1932) 4. 1933 : Charles-Joseph-Eugène Ruch (1876-1945) 5. 1947 : Georges Chevrot (1879-1958) 6. 1958 : Henri de Lubac (1896-1991) 7. 1993 : Jacques de Larosière (1929) | 1. 1887 : Albert Desjardins (1838-1897) 2. 1897 : Louis Passy (1830-1913) 3. 1914 : Charles Adam (1857-1940) 4. 1944 : Louis Marin (1871-1960) 5. 1961 : André François-Poncet (1887-1978) 6. 1978 : Olivier Wormser (1913-1985) 7. 1987 : René Brouillet (1909-1992) 8. 1994 : Roger Etchegaray (1922-2019) 9. 2022 : Hervé Gaymard (1960) |

## Section: Associés étrangers
| Fauteuils impairs | Fauteuils pairs |
| --- | --- |
| 1. 1833 : Lord Henry Brougham (1778-1868) 2. 1869 : Federigo Paolo Sclopis di Salerano (1798-1878) 3. 1883 : Terenzio Mamiani della Rovere (1799-1885) 4. 1886 : Ernest Naville (1816-1909) 5. 1909 : Theodore Roosevelt (1858-1919) 6. 1919 : Eleftherios Venizelos (1864-1936) 7. 1937 : Maurice Maeterlinck (1862-1949) 8. 1951 : Georges Vanier (1888-1967) 9. 1968 : Karl Barth (1886-1968) 10. 1969 : Frede Castberg (1893-1977) 11. 1979 : Constantin Tsatsos (1899-1987) 12. 1989 : Javier Perez de Cuellar (1920-2020) 13. 2024 : Denis Mukwege (1955) | 1. 1833 : Frédéric Ancillon (1767-1837) 2. 1838 : Henry Hallam (1777-1859) 3. 1860 : Leopold von Ranke (1795-1886) 4. 1886 : Cesare Cantu (1804-1895) 5. 1895 : Emilio Castelar (1832-1899) 6. 1900 : Frédéric Fromhold de Martens (1845-1909) 7. 1910 : William James (1842-1910) 8. 1911 : Tobias Asser (1838-1913) 9. 1914 : Alexandru Xenopol (1847-1920) 10. 1921 : Baron Edouard Descamps (1847-1933) 11. 1933 : Rudyard Kipling (1865-1936) 12. 1937 : Marceli Handelsman (1882-1945) 13. 1946 : Östen Unden (1886-1974) 14. 1976 : David K. E. Bruce (1898-1977) 15. 1980 : Andreï Sakharov (1921-1989) 16. 1992 : / Cardinal Joseph Ratzinger, S.E. Benoît XVI (1927-2022) 17. 2025 : Bartholomée Ier de Constantinople (1940) |
| 1. 1833 : Edward Livingston (1764-1836) 2. 1837 : Friedrich Carl von Savigny (1779-1861) 3. 1862 : Friedrich von Raumer (1781-1873) 4. 1876 : John Lothrop Motley (1814-1877) 5. 1877 : Ralph Emerson (1803-1882) 6. 1883 : Henry Maine (1822-1888) 7. 1888 : Henry Reeve (1813-1895) 8. 1896 : Prince George Bibesco (1834-1902) 9. 1903 : Knut Olivecrona (1817-1905) 10. 1906 : Donald Mackay (11e Lord Reay) (1839-1921) 11. 1921 : Gustave Ador (1845-1928) 12. 1929 : Edvard Beneš (1884-1948) 13. 1949 : Carl-Jacob Burckhardt (1891-1974) 14. 1977 : Bertil Ohlin (1899-1979) 15. 1984 : Alessandro Pertini (1896-1990) 16. 1992 : S.M. Charles III, roi du Royaume-Uni (1948) | 1. 1833 : Jean-Charles de Sismondi (1773-1842) 2. 1843 : John Ramsay McCulloch (1789-1864) 3. 1865 : William Ewart Gladstone (1809-1898) 4. 1899 : Luigi Luzzatti (1841-1927) 5. 1928 : Alejandro Alvarez (1868-1960) 6. 1961 : Caracciolo Parra Pérez (1888-1964) 7. 1965 : Charles de Visscher (1884-1973) 8. 1974 : Hans-Urs von Balthasar (1905-1988) 9. 1989 : Ronald Reagan (1911-2004) 10. 2008 : S.A.R. le prince El Hassan ben Talal de Jordanie (1947) |
| 1. 1833 : Thomas Malthus (1766-1834) 2. 1835 : Friedrich von Schelling (1775-1854) 3. 1855 : Christian August Brandis (1790-1867) 4. 1869 : Friedrich Adolf Trendelenburg (1802-1872) 5. 1872 : Adolphe Quetelet (1796-1874) 6. 1876 : Marco Minghetti (1818-1886) 7. 1887 : Jean-Joseph Thonissen (1817-1891) 8. 1892 : Carlos Calvo (1824-1906) 9. 1907 : José Limantour (1854-1935) 10. 1936 : John Pershing (1860-1948) 11. 1950 : Dwight Eisenhower (1890-1969) 12. 1970 : S.A.I.R. l'archiduc Otto de Habsbourg-Lorraine (1912-2011) 13. 2012 : Stephen Breyer (1938) | 1. 1857 : Lord Thomas Babington Macaulay (1800-1859) 2. 1864 : George Grote (1794-1871) 3. 1872 : Philip Henry Stanhope, Lord Mahon (1805-1875) 4. 1877 : Alexander von Hübner (1811-1892) 5. 1893 : Alfred von Arneth (1819-1897) 6. 1898 : Auguste Beernaert (1829-1912) 7. 1913 : S.A.I. le grand duc Nicolas de Russie (1868-1918) 8. 1919 : Lord Arthur James Balfour (1848-1930) 9. 1930 : Nikolaos Politis (1872-1942) 10. 1944 : Winston Churchill (1874-1965) 11. 1965 : Arnold Toynbee (1889-1975) 12. 1977 : Marcel Raymond (1897-1981) 13. 1984 : Georges Poulet (1902-1991) 14. 1993 : Roland Mortier (1920-2015) 15. 2016 : Wolfgang Schäuble (1942-2023) 16. 2025 : Élie Barnavi (1946)                                  |
| 1. 1902 : William Lecky (1838-1903) 2. 1904 : James Bryce (1838-1922) 3. 1923 : Nicholas Murray Butler (1862-1947) 4. 1948 : Charles Morgan (1894-1958) 5. 1959 : Salvador de Madariaga (1886-1978) 6. 1980 : / Karl Popper (1902-1994) 7. 1996 : / Ismaïl Kadaré (1936-2024) 8. 2024 : Vacant | 1. 1902 : Gustave Moynier (1826-1910) 2. 1911 : Pasquale Villari (1827-1917) 3. 1918 : Antonio Salandra (1853-1931) 4. 1932 : Maurice Muret (1870-1954) 5. 1958 : Ugo Papi (1893-1989) 6. 1992 : Vaclav Havel (1936-2011) 7. 2012 : Mario Monti (1943) |
| 1. 1918 : Woodrow Wilson (1856-1924) 2. 1926 : S. M. Albert Ier, roi des Belges (1875-1934) 3. 1934 : Henry Carton de Wiart (1869-1951) 4. 1953 : Gregorio Marañón y Posadillo (1887-1960) 5. 1960 : Charles Webster (1886-1961) 6. 1962 : Denis William Brogan (1900-1974) 7. 1974 : Carl-Friedrich von Weizsäcker (1912-2007) 8. 2008 : Dora Bakoyannis (1954) | 1. 1918 : Cardinal Désiré-Joseph Mercier (1851-1926) 2. 1927 : Rodolphe Lemieux (1866-1937) 3. 1938 : Raoul Dandurand (1861-1942) 4. 1944 : Franklin Roosevelt (1882-1945) 5. 1946 : Lord Robert Vansittart (1881-1957) 6. 1958 : Eugène Dupréel (1879-1967) 7. 1967 : Alceu Amoroso Lima (1893-1983) 8. 1987 : Jean Starobinski (1920-2019) 9. 2021 : Zaki Nusseibeh (1946) |
| 1. 1923 : Thomas Masaryk (1850-1937) 2. 1938 : James Hazen Hyde (1876-1959) 3. 1959 : Feridun Cemal Erkin (1899-1980) 4. 1981 : Jorge Luis Borges (1899-1986) 5. 1988 : S.M. Juan Carlos Ier, roi d'Espagne (1938) | 1. 1930 : Lord Stanley Baldwin (1867-1947) 2. 1948 : William Lyon Mackenzie King (1874-1950) 3. 1953 : Louis Dumont-Wilden (1875-1963) 4. 1964 : Konrad Adenauer (1876-1967) 5. 1969 : Léopold Sédar Senghor (1906-2001) 6. 2006 : Jean-Claude Juncker (1954) |

## Sources
- Site de l'Académie des sciences morales et politiques
- Site de l'Institut de France